# Donald Petrie

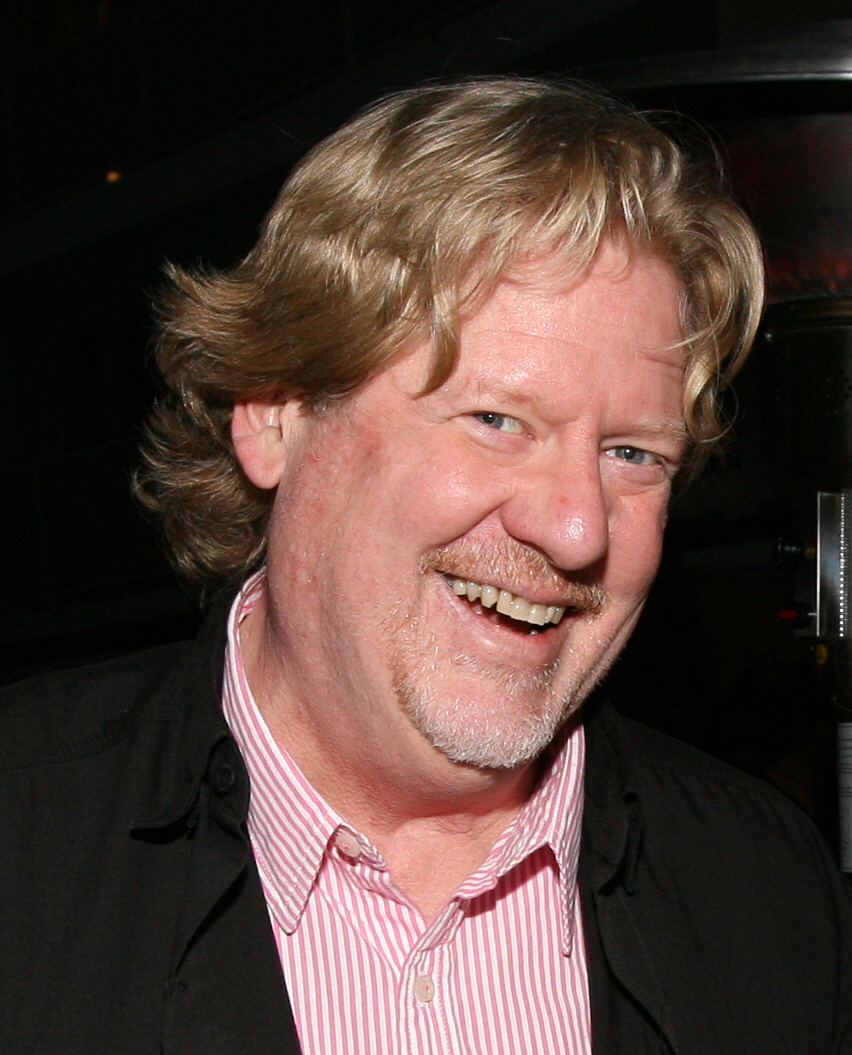
Donald Petrie (2012)

Donald Petrie (* 2. April 1954 in New York City) ist ein amerikanischer Filmregisseur und der Sohn des kanadischen Regisseurs Daniel Petrie.

## Karriere
Vor der Regisseurkarriere arbeitete Donald Petrie zeitweilig als Schauspieler in TV-Serien (etwa 1982 im Pilotfilm Die Zeitreise), die ihm sein Vater in einigen seiner Produktionen anbot. Diese Richtung erwies sich jedoch als Fehlentscheidung. 1984 versuchte Petrie erstmals sein Glück als Regisseur. Seine erste Produktion war der Kurzfilm The Expert. Seine Mutter Dorothea G. Petrie war als Fernsehproduzentin tätig.
Steven Spielberg war vom jungen Talent so angetan, dass er ihm 1985 die Regie seiner erfolgreichen TV-Serie Amazing Stories anbot. Hierdurch etablierte sich Donald Petrie in Hollywood.
Vor seinem Start als Kinofilm-Regisseur machte er durch die US-Fernsehserie Der Equalizer – Der Schutzengel von New York auf sich aufmerksam, die im deutschsprachigen Raum von 1987 bis 1989 auf RTL gesendet wurde.

## Auszeichnungen
1989 erhielt er für seinen Kino-Debütfilm Mystic Pizza den Independent Spirit Award, ein Filmpreis für Hollywood-unabhängige Filmproduktionen.

## Filmografie (Auswahl)
- 1983: Hart aber herzlich (Hart to Hart, Fernsehserie, S5E8: Alte Liebe macht blind)
- 1985–1989: Der Equalizer (Fernsehserie, 5 Episoden)
- 1988: Pizza Pizza – Ein Stück vom Himmel (Mystic Pizza)
- 1990: Der Unglücksritter (Opportunity Knocks)
- 1993: Ein verrücktes Paar (Grumpy old Men)
- 1994: The Favor – Hilfe, meine Frau ist verliebt! (The Favor)
- 1994: Richie Rich
- 1996: Wer ist Mr. Cutty? (The Associate)
- 1999: Der Onkel vom Mars (My Favorite Martian)
- 2000: Miss Undercover (Miss Congeniality)
- 2003: Wie werde ich ihn los – in 10 Tagen? (How to Lose a Guy in 10 Days)
- 2004: Willkommen in Mooseport (Welcome to Mooseport)
- 2006: Zum Glück geküsst (Just My Luck)
- 2009: My Big Fat Greek Summer (My Life in Ruins)
- 2015–2018: Chicago Med (Fernsehserie, 5 Episoden)
- 2017: Chicago Justice (Fernsehserie, 3 Episoden)
- 2018: Ein Rezept für die Liebe (Little Italy)
- 2018: The Kominsky Method (Fernsehserie, 2 Episoden)
- 2019: Chicago P.D. (Fernsehserie, 1 Episode)